# Night and Day (dal)
A Night and Day Cole Porter egyik népszerű dala, amelyet 1932-ben írt. Ez a dal volt Porter hozzájárulása a Great American Songbookhoz, ami több tucat művész szerzeményét rögzítette. A Night and Dayt Fred Astaire mutatta be színpadon. A dal Leo Reisman zenekarával első helyet ért el tíz héten át a lemezlistán. A Night and Day sok zeneszerző szerint a valaha írt legszebb népszerű dal (a Stardust mellett).
Egy vélemény szerint a dallamot egy muzulmán imádság ihlette Porter marokkói útja során. Egy másik beszámoló szerint viszont az Alcázar Hotel mór építészete ihlette meg Portert.
A Hollywoodban 1946-ban forgatott Cole Porter életrajzi film címe Night and Day) lett.

## Híres felvételek
- Fred Astaire
- Fred Astaire & Ginger Rogers
- Leo Reisman
- Billie Holiday
- Frank Sinatra
- Bing Crosby
- Frances Faye
- Charlie Parker
- Paul Evans
- Ella Fitzgerald
- Bill Evans Trio
- Stan Getz
- Joe Henderson
- Sérgio Mendes & Brasil '66
- Jackie DeShannon
- Ringo Starr[3]
- Joe Pass
- Muppet Show: Gladys Knight
- Karrin Allyson
- Bradley Walsh
- Diana Krall
- Willie Nelson
- The Temptations
- Tony Bennett & Lady Gaga
- Davis Gaines
- Tommy Dorsey
- The Dave Brubeck Quartet
- Doris Day
- Michael Andrew